# Mandus Verlinden
Mandus Verlinden (Gelrode, 25 februari 1937) is een voormalig Belgisch senator en lid van het Vlaams Parlement.

## Levensloop
Verlinden werd beroepshalve bedrijfsleider.
Voor de PVV (vanaf 1992 de VLD) werd hij in 1976 verkozen tot gemeenteraadslid van Aarschot, waar hij van 1983 tot 1994 schepen was. In 2000 stopte hij als gemeenteraadslid. Tevens was hij van 1978 tot 1991 provincieraadslid van Brabant. Van 2017 tot 2018 was hij opnieuw gemeenteraadslid van Aarschot. Bij de verkiezingen van 2018 was hij geen kandidaat meer.
Van mei 1991 tot mei 1995 zetelde hij als rechtstreeks verkozen senator als opvolger van de overleden Georges Sprockeels. In diezelfde periode had hij als gevolg van het toen bestaande dubbelmandaat ook zitting in de Vlaamse Raad. De Vlaamse Raad was vanaf 21 oktober 1980 de opvolger van de Cultuurraad voor de Nederlandse Cultuurgemeenschap, die op 7 december 1971 werd geïnstalleerd, en was de voorloper van het huidige Vlaams Parlement. Bij de eerste rechtstreekse verkiezingen voor het Vlaams Parlement van 21 mei 1995 werd hij verkozen in de kieskring Leuven. Hij  bleef Vlaams volksvertegenwoordiger tot juni 1999. 